# Den Burg
Den Burg – wieś w północnej Holandii, w prowincji Holandia Północna, na wyspie Texel. Ośrodek administracyjny gminy Texel. Największa miejscowość na wyspie, ważny ośrodek turystyczny.
We wsi muzeum wyspy Texel, oraz przystań promowa obsługująca ruch turystyczny.

## Historia
Pierwsze wzmianki o miejscowości Den Burg pochodzą z 1345 roku. W 1941 roku miejscowość została zajęta przez siły Wehrmachtu.

## Zobacz też

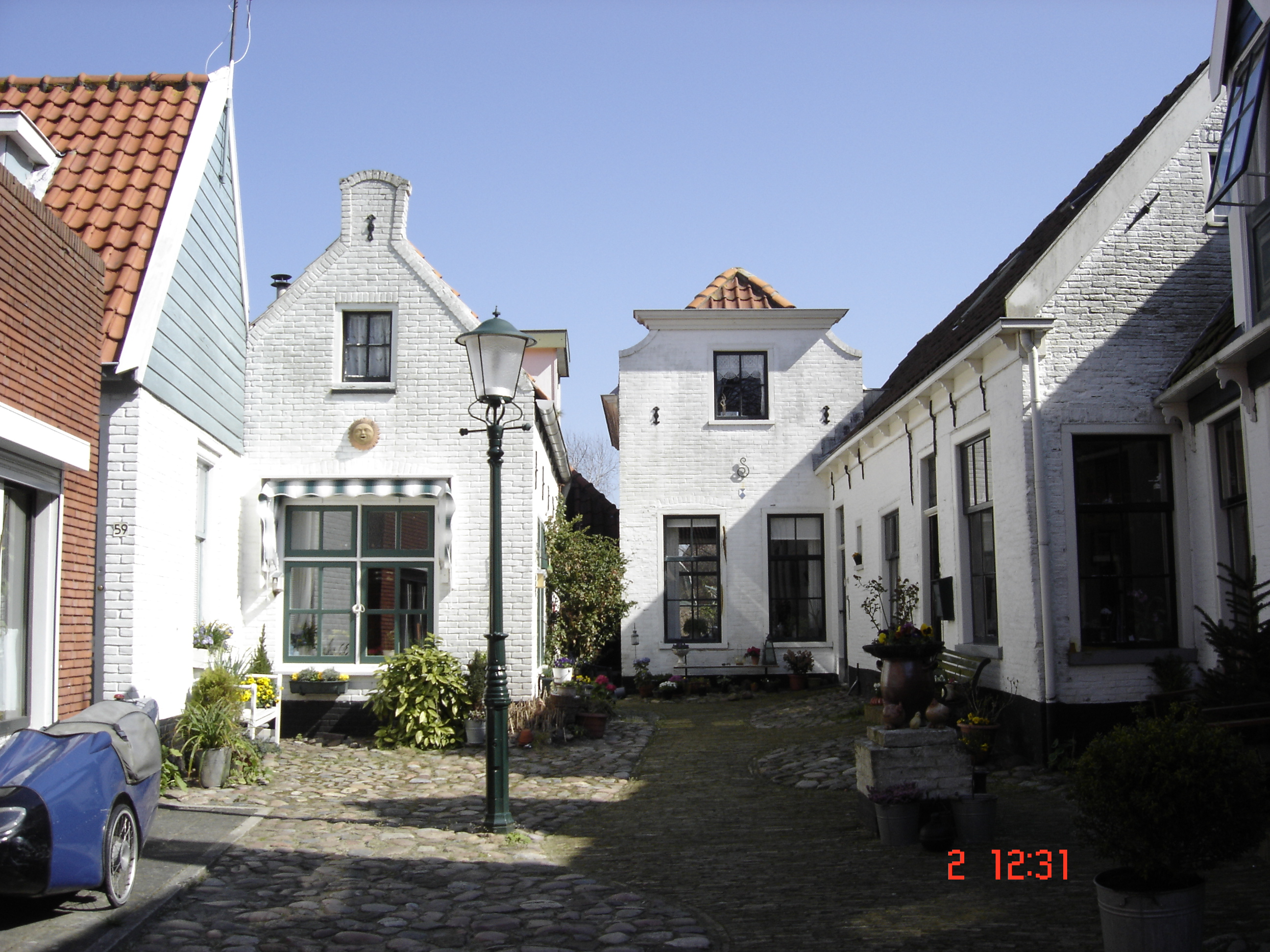
Jedna z ulic w Den Burg

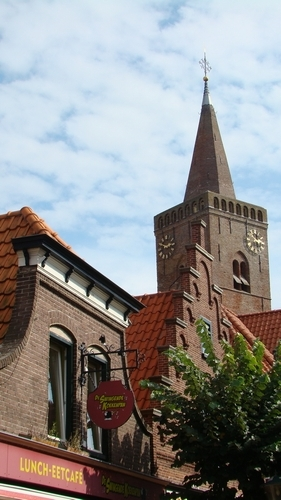
Kościół w Den Burg